# Liste des districts judiciaires des Asturies
Du point de vue de l'organisation judiciaire,  la Communauté Autonome du Principat des Asturies est divisées en 18 districts judiciaires (partidos judiciales). Les Juges de Primière Instance et d'Instruction ont leur siège au chef-lieu de la commune (concejo)  qui donne son nom à chacun d'eux. 

## Organisation actuelle
Actuellement et selon la Ley Orgánica del Poder Judicial du 1er juillet 1985 et la Ley de Demarcación y Planta Judicial du 28 décembre 1988, les districts judiciaires des Asturies sont les suivants:

Carte des districts judiciaires des Asturies

| Numéro | Nom               | Concejos (Communes) |
| 1      | Cangas del Narcea | Cangas del Narcea, Degaña, Ibias |
| 2      | Lena              | Aller, Lena, Quirós |
| 3      | Cangas de Onís    | Amieva, Cangas de Onís, Onís, Parres, Ponga, Ribadesella |
| 4      | Avilés            | Avilés, Castrillón, Corvera de Asturias, Gozón, Illas |
| 5      | Grado             | Belmonte de Miranda, Grado, Proaza, Salas, Somiedo, Teverga, Yernes y Tameza                                                                                                 |
| 6      | Siero             | Bimenes, Noreña, Sariego, Siero |
| 7      | Castropol         | Castropol, El Franco, Grandas de Salime, Pesoz, San Martín de Oscos, San Tirso de Abres, Santa Eulalia de Oscos, Tapia de Casariego, Taramundi, Vegadeo, Villanueva de Oscos |
| 8      | Gijón             | Carreño, Gijón |
| 9      | Laviana           | Caso, Laviana, San Martín del Rey Aurelio, Sobrescobio |
| 10     | Oviedo            | Llanera, Oviedo, Las Regueras, Ribera de Arriba, Santo Adriano |
| 11     | Llanes            | Cabrales, Llanes, Peñamellera Alta, Peñamellera Baja, Ribadedeva |
| 12     | Mieres            | Mieres, Morcín, Riosa |
| 13     | Langreo           | Langreo |
| 14     | Tineo             | Allande, Tineo |
| 15     | Valdés            | Boal, Coaña, Illano, Navia, Valdés, Villayón |
| 16     | Pravia            | Candamo, Cudillero, Muros de Nalón, Pravia, Soto del Barco |
| 17     | Villaviciosa      | Caravia, Colunga, Villaviciosa |
| 18     | Piloña            | Cabranes, Nava, Piloña |